# Demoniaca
Demoniaca (Dust Devil) è un film horror del 1992 scritto e diretto da Richard Stanley.

## Trama
Namibia. Dietro un misterioso autostoppista si cela un "demone della polvere", cioè un mutaforma assassino che colleziona le anime delle persone sole e non amate. La sua scia di delitti coinvolgerà una giovane donna in fuga dal marito ed un poliziotto dal passato tormentato, che si é messo sulle tracce dell'assassino grazie alle indicazioni di uno sciamano.

## Produzione
Ispirato alla storia di Nhadiep, un serial killer sudafricano a cui venivano attribuiti poteri soprannaturali, il film è stato girato interamente in Namibia. Su richiesta dei finanziatori britannici, il film venne pesantemente tagliato, passando dai 110 minuti del montaggio voluto dal regista agli 87 della distribuzione ufficiale. La versione director's cut è contenuta nell'edizione nordamericana del DVD realizzata da Subversive Cinema.

## Distribuzione
È stato presentato al festival di Cannes del 1992 e, successivamente, in suolo europeo.

### Versioni
Esistono differenti versioni di Dust Devil, ad incominciare dalla cosiddetta "copia lavoro" (Work Print) della durata che varierebbe dai 120 minuti (prima della post-produzione) ai 115 minuti. Quest'ultima sarebbe quella pubblicata, all'estero, in un'edizione a 5 DVD. Esisterebbe anche una versione montata dalla stessa casa di produzione e proiettata in anteprima a Wimbledon, prima che la Palace fallisse, della durata di 95 minuti.
Poi, c'è quella destinata al mercato americano, che sarebbe la stessa arrivata da noi con il titolo Demoniaca, di 87 minuti. E anche un'altra, sempre per gli Stati Uniti, di 68 minuti. Quella più completa e integra sarebbe quella rimontata dal regista in persona: la Final Cut di 105 minuti.